# إلياس إميغديو
إلياس إميغديو (بالإسبانية: Elías Emigdio)‏ (مواليد 13 يونيو 1991) هو ملاكم مكسيكي، مثّل بلاده في الألعاب الأولمبية الصيفية 2016.

## روابط خارجية
إلياس إميغديو على موقع بوكس ريك (الإنجليزية) (registration required)
- إلياس إميغديو على موقع أوليمبيديا (الإنجليزية)